# Classe Hc du Sud-Ouest africain
 (mai 2025).
La classe Hc 0-6-0T du Sud-Ouest africain de 1907 était une locomotive à vapeur à voie étroite de l'époque du Sud-Ouest africain allemand.
En 1907, l'administration allemande du Sud-Ouest africain allemand a acquis trois locomotives de classe Hc 0-6-0 T pour les louer à la Otavi Mining and Railway Company . Deux autres sont entrés en service en 1910 et 1911, et un sixième a été acquis neuf par les chemins de fer sud-africains en 1923.   

## Fabrication

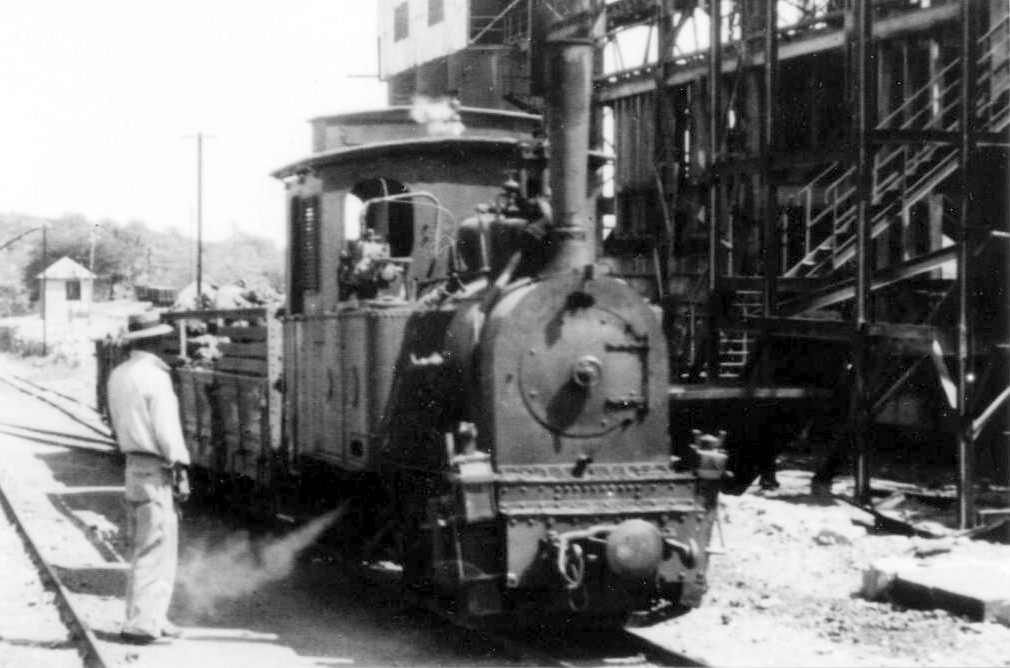
Classe Hc à Tsumeb, vers 1930.

Trois locomotives à vapeur à voie étroite 0-6-0 T de 600 millimètres (23,6 pouces) ont été construites par Henschel et Son en Allemagne en 1907 pour l'administration allemande du Sud-Ouest africain allemand (GSWA). Leurs numéros d'usine variaient de 8334 à 8336. Les moteurs ont été désignés Classe Hc et numérotés dans la gamme de 81 à 83
Les locomotives utilisaient des mécanismes de distribution Allan. Leurs petites soutes à charbon avaient une capacité de seulement 660 livres (299 kilogrammes), tandis que la capacité en eau de leurs réservoirs latéraux était 833 L .  
La classification « Hc » identifiait le type comme la troisième classe à avoir été construite pour GSWA par Henshel, excluant probablement les locomotives qui n'étaient plus en service au moment où la Première Guerre mondiale éclata. Ils ont été loués à la Otavi Mining and Railway Company qui exploitait un chemin de fer à voie étroite à travers le désert du Namib entre Swakopmund et Tsumeb.
En 1910 et 1911, deux autres locomotives de classe Hc, la no 104 avec le numéro d'usine 10415 et la no 106 avec le numéro d'usine 10765, ont été livrées par Henschel pour le service sur le chemin de fer d'Otavi. Elles étaient utilisées comme locomotives de manœuvre à Otavi.

## Chemins de fer sud-africains
Pendant la Première Guerre mondiale, l'ancienne colonie allemande passa sous administration sud-africaine et les chemins de fer de la GSWA passèrent sous le contrôle des forces de défense de l'Union. Le contrôle de toutes les opérations ferroviaires dans le Sud-Ouest africain (SWA) a été transféré de l'armée au directeur des chemins de fer à Windhoek le 1er août 1915. Le 1er avril 1922, toutes les lignes de chemin de fer et le matériel roulant du territoire sont devenus une partie des Chemins de fer sud-africains (SAR). 
Aucune des cinq locomotives de classe Hc d'avant-guerre n'a survécu à la guerre jusqu'à l'ère SAR. En 1923, la SAR en commanda un nouveau, le no 84, qui fut construit selon le même plan par Henschel avec le numéro d'usine 19765. Cette locomotive n'a pas été conservée et a probablement été ferraillée.   
| Numéro d'usine | Année de construction | Numéro d'immatriculation |
| -------------- | --------------------- | ------------------------ |
| 8334           | 1907                  | 81                       |
| 8335           | 1907                  | 82                       |
| 8336           | 1907                  | 83                       |
| 10415          | 1910                  | 104                      |
| 10765          | 1911                  | 106                      |
| 19765          | 1923                  | 84                       |